# Bass Down Low
Bass Down Low è il singolo di debutto della rapper statunitense Dev, estratto dal suo primo album The Night The Sun Came Up. Il brano è stato scritto dalla stessa Dev insieme ai The Cataracs che ne sono anche i produttori, questi ultimi decisero che fosse lei l'artista principale dandole la possibilità di presentarsi.
Il video musicale, ambientato in un club underground, è stato diretto da Ethan Lader, che in precedenza aveva diretto anche il video del singolo promozionale di Dev, Booty Bounce.

## Composizione e critica
Bass Down Low è un brano elettropop, caratterizzato da un tipico uso del sintetizzatore e da un linguaggio crudo con espliciti riferimenti sessuali. Il verso "And we sip champagne when we thirsty" è un tributo a The Notorious B.I.G. e alla sua canzone Juicy. La canzone inizia con Dev che spiega in stile rap "If you wanna get with me, there's some things you gotta know / I like my beats fast and my bass down low." È presente anche una citazione ai The Black Eyed Peas e al loro brano Boom Boom Pow.
Il brano ha riscontrato nel complesso critiche positive dai critici musicali odierni. Indicandolo come il quarto miglior singolo del mese di dicembre 2010, Ed Masley di The Arizona Republic ha paragonato questa canzone con Tik Tok di Kesha, notando però lo stile elettropop molto personale di Dev. Lo stesso autore ha anche notato le similitudini con Like a G6 cantata dai Far East Movement con la collaborazione di The Cataracs e la stessa Dev.

## Posizionamento nelle classifiche
Bass Down Low ha debuttato nella US Billboard Hot 100 alla novantaquattresima posizione durante la settimana terminata il 20 novembre 2010. La settimana successiva è salita al settantaquattresimo posto. È uscita fuori dalla classifica la settimana dopo e vi è nuovamente rientrata al novantanovesimo posto la settimana seguente. Durante la settimana terminata il 5 febbraio 2011 ha raggiunto la sua massima posizione al sessantaquattresimo posto. In totale è stata presente per dodici settimane nella Hot 100. Ha anche raggiunto la seconda posizione nella Heatseekers Songs. la canzone ha venduto più di 500.000 download digitali negli Stati Uniti.
Bass Down Low ha debuttato nella Billboard Canadian Hot 100 durante la settimana terminata il 1º gennaio 2011 al quarantanovesimo posto, diventando il debutto della settimana posizionatosi più in alto. Il 5 febbraio 2011 ha raggiunto il trentaseiesimo posto, il suo miglior posizionamento. Nel Regno Unito la canzone è entrata al sessantaseiesimo posto durante la settimana terminata il 7 maggio 2011, principalmente grazie alle vendite del remix realizzato insieme a Tinie Tempah. La settimana successiva il brano ha raggiunto la trentatreesima posizione. Ha raggiunto il decimo posto durante la settimana terminata il 18 giugno 2011 aggiudicandosi il disco d'argento con più di 200.000 download digitali. Bass Down Low è il primo singolo di Dev come artista principale ad aver raggiunto la Top 10 in Gran Bretagna.

## Tracce
- Download digitale[12]

1. Bass Down Low – 3:30

- EP digitale UK[13]

1. Bass Down Low (Edited Version) – 3:28
2. Bass Down Low (Tinie Tempah Remix) Clean – 3:28
3. Bass Down Low (Tinie Tempah Remix) Explicit – 3:29
4. Bass Down Low (Static Revenger Remix) – 5:41
5. Bass Down Low (5K Remix Club) – 5:52
6. Bass Down Low (Music video) – 3:37

## Classifiche internazionali
| Classifica (2010-11)            | Posizione raggiunta |
| ------------------------------- | ------------------- |
| Australia                       | 66                  |
| Canada                          | 35                  |
| Irlanda                         | 28                  |
| Paesi Bassi                     | 92                  |
| Regno Unito                     | 10                  |
| Scozia                          | 18                  |
| Stati Uniti (Billboard Hot 100) | 61                  |
| Danimarca                       | 47                  |
| Irlanda                         | 28                  |

## Pubblicazione
| Paese         | Data             | Formato           |
| ------------- | ---------------- | ----------------- |
| Australia     | 6 dicembre 2010  | Download digitale |
| Belgio        | 6 dicembre 2010  | Download digitale |
| Nuova Zelanda | 6 dicembre 2010  | Download digitale |
| Portogallo    | 6 dicembre 2010  | Download digitale |
| Svezia        | 6 dicembre 2010  | Download digitale |
| Canada        | 7 dicembre 2010  | Download digitale |
| Stati Uniti   | 7 dicembre 2010  | Download digitale |
| Norvegia      | 10 dicembre 2010 | Download digitale |
| Svizzera      | 17 dicembre 2010 | Download digitale |
| Francia       | 20 dicembre 2010 | Download digitale |
| Germania      | 20 dicembre 2010 | Download digitale |
| Spagna        | 21 dicembre 2010 | Download digitale |
| Regno Unito   | 23 aprile 2011   | Download digitale |